# The Times of Harvey Milk
The Times of Harvey Milk is een Amerikaanse documentaire uit 1984 geregisseerd door Rob Epstein.

## Verhaal
De film volgt de politieke carrière en moord van Harvey Milk, de eerste openlijk homoseksuele politicus in de Verenigde Staten.

## Ontvangst
De film won de juryprijs op het Sundance Film Festival en de Oscar voor beste documentaire. In 2012 werd de film opgenomen in de National Film Registry van de Amerikaanse Library of Congress.